# 陳維鼎
陳維鼎（1576年—？年），字九一，號象垣，江西南昌府南昌縣人，進賢縣民籍，明朝政治人物。

## 生平
丙午江西鄉試二十八名舉人，萬曆三十八年（1610年）庚戌科會試一百五十九名，廷试三甲一百六十六名進士。通政司观政，三十九年授浙江奉化縣知縣，調山東沂水縣，改任府學教授。

## 家族
曾祖陳亢烈，祖陳策，父陳封，母李氏。严侍下。弟維智（廩生）；維泰（廩生）；維豫（庠生）；陳維春（刑科給事）；陳應元（同科進士）；維謙（庠生）；維藩。